# Charles De Roo
Charles De Roo, Tielt 11 novembre 1793 - Bruges 9 janvier 1880 est un membre du Congrès national de Belgique.

## Formation
Il étudie le droit à l'École de droit de Bruxelles (Université impériale).

## Honneurs
- Magistrat d'Honneur.
- Croix de Fer[1].
- Chevalier dans l'Ordre de Léopold.
- Commandeur dans l'Ordre de Saint-Sylvestre.